# Georges Aillères
Pour les articles homonymes, voir Ailleres.

a Compétitions nationales et continentales officielles uniquement.

b Matchs officiels uniquement.
Georges Aillères, né le 3 décembre 1934 à Poucharramet (Haute-Garonne) et mort le 20 octobre 2024 à Rieumes (Haute-Garonne), est un joueur de rugby à XV et joueur, entraîneur et dirigeant français de rugby à XIII.
Il est surnommé le Cube tout au long de sa carrière,, en raison de son « imposante présence physique ». Il occupe au cours de sa carrière les postes de troisième ligne, de deuxième ligne ou de pilier. Après des débuts en rugby à XV avec le S.C. rieumois puis le Toulouse O.E.C., il décide à vingt-quatre ans, en 1959, de changer de code de rugby et s'engage au Toulouse olympique XIII en rugby à XIII. Avec ses coéquipiers Pierre Lacaze, André Lacaze, Joseph Guiraud, et sous la coupe de l'entraîneur Vincent Cantoni, G. Aillères dispute trois finales de Coupe de France perdues en 1962, 1963 et 1964, mais obtient la consécration avec la victoire en Championnat en 1965. Il rejoint une saison le F.C. Lézignan en 1965-1966 remportant une Coupe de France en 1966 avec Gilbert Alberti et Gilbert Benausse. Il retourne finalement en 1967 à son club fétiche du Toulouse olympique XIII et connaît une ultime finale de Coupe de France en 1968 avec Yves Bégou.
Parallèlement, il devient l'un des internationaux les plus convoqués en équipe de France et conduit en tant que capitaine la sélection en finale de la Coupe du monde en 1968, perdue 2 à 20 contre l'Australie. On le considère parfois comme « l'avant le plus titré du XIII français » en raison de ses trente-cinq sélections en équipe de France. Sous ce même maillot bleu, il connaît des victoires contre les meilleures sélections du monde : l'Australie, la Grande-Bretagne, la Nouvelle-Zélande, l'Angleterre et le pays de Galles.
Aussitôt sa carrière close, il devient l'entraîneur du Toulouse olympique XIII et maintient le club au plus haut niveau. Il emmène le club à deux titres de Championnat de France : 1973 et 1975 avec Maurice de Matos, Roger Garrigue, Charles Zalduendo et Louis Bonnery. Après six ans en tant qu'entraîneur, il relève un dernier défi en prenant la présidence du club toulousain où il y voit les premiers pas de son fils Pierre Aillères en Championnat de France.

## Biographie
Georges Aillères est né le 3 décembre 1934 à Poucharramet. Son père Louis, né le 20 octobre 1903 à Cintegabelle et mort le 5 septembre 1979 à Poucharramet, travaille dans le milieu agricole, sa mère Suzanne Casse est née à Rieumes le 19 décembre 1914 à Poucharramet et est morte le 10 mars 2014 à Saint-Lys. Georges a vécu ses premières années au 65 chemin de la Serre à Poucharramet.
Il exerce la profession de « cadre municipal de la ville de Toulouse ».
Il pratique le rugby à XV depuis son enfance et fréquente les clubs du S.C. rieumois puis du Toulouse O.E.C.. Dans ce dernier, il noue une amitié avec coéquipier René Berbizier, demi de mêlée, père de Pierre Berbizier, futur entraîneur de l'équipe de France de rugby à XV, et joue avec entre autres René Arné (futur international de rugby à XIII), Jean Astrugue, Roger Fourmageat et Arnaldo Gruarin (futur international de rugby à XV).

### 1968: finaliste de la Coupe du monde
En mai-juin 1968, l'Australie et la Nouvelle-Zélande organisent la quatrième édition de la Coupe du monde de rugby à XIII, compétition créée en 1954 sous l'impulsion de l'ancien président de la fédération française Paul Barrière en invitant les trois autres nations majeures de rugby à XIII : l'Australie, la Grande-Bretagne et la Nouvelle-Zélande. Ce concept est maintenu depuis à intervalle irrégulier avec ces quatre mêmes nations. Georges Aillères, désigné capitaine de la sélection française, est sélectionné au poste de pilier par Antoine Jimenez et est entraîné par Jep Lacoste pour cette édition, accompagné de son coéquipier toulousain Yves Bégou,.
Georges Aillères prend part au poste de pilier au match d'ouverture de la Coupe du monde contre la Nouvelle-Zélande le 25 mai 1968 au Carlaw Park en banlieue d'Auckland devant près de 18 000 spectateurs. L'adversaire néo-zélandais perd dès la 12e minute leur joueur Brian Lee, expulsé définitivement pour une manchette sur André Ferren, et dut évoluer en infériorité numérique toute la rencontre. Le demi français Jean Capdouze livre alors un duel de buteurs contre son homologue Ernie Wiggs avant de marquer un essai à la suite d'une relance de Jean-Claude Cros et une percée de Jean-Pierre Lecompte épaulé par Michel Molinier pour emmener J. Capdouze à marquer entre les poteaux. Dès lors, malgré une supériorité en mêlée fermée des Néo-Zélandais, la France conserve son avance jusqu'à la fin du match pour s'imposer 15-10.
La seconde rencontre face à la Grande-Bretagne s'avère être décisive pour une place en finale à la suite de la défaite de cette dernière face au grand favori australien. Programmée en Nouvelle-Zélande, les deux équipes s'affrontent le 1er juin 1968 au Carlaw Park devant près de 15 000 spectateurs. Un temps pluvieux sévit sur la pelouse qui rend impossible la tenue d'un jeu ordonné. Devant cette difficulté, les Britanniques mènent 2-0 à la mi-temps sur une pénalité de Bev Risman. Mais la seconde mi-temps tourne à l'avantage des Français forts d'un pack d'avants dominant et du jeu au pied de J. Capdouze, Roger Garrigue et Jean-Pierre Clar, ils parviennent à s'imposer sur un essai de Jean-René Ledru pour porter le score final à 7-2, dans une rencontre où G. Aillères est désigné homme du match. La France se qualifie pour la finale pour la seconde fois de son histoire après l'édition de 1954.
Composition de l'équipe de France :
Pour la troisième rencontre de poule, la France va sur les terres australiennes après deux rencontres en Nouvelle-Zélande, celle-ci oppose les deux équipes qualifiées pour la finale le 8 juin 1968, la France et l'Australie. Afin de mieux préparer la finale qui se déroule deux jours après cette rencontre joué au Lang Park de Brisbane, les deux équipes font tourner leurs effectifs. G. Aillères est ainsi mis au repos dans l'optique de la finale. Ce match s'achève sur un score sévère pour la France qui est nettement battue 37-4 et amène l'Australie à se poser comme le grand favori de la finale,.
G. Aillères refait son retour dans le treize titulaire pour cette finale qui se déroule le 10 juin 1968 au Sydney Cricket Ground devant près de 54 000 spectateurs. Dans un stade acquis à sa cause, l'Australie, dirigée par la charnière Billy Smith et Bob Fulton, réalise une haute performance en dominant l'équipe de France grâce à un jeu varié, dynamique et une domination territoriale. Les Français subissent le jeu australien malgré la vaillance de sa défense. Battus 20-2, G. Aillères et la France terminent ainsi vice-champions du monde et espèrent entrevoir par cet exploit la volonté d'un renouveau du rugby à XIII dans son pays.

### Après carrière et fin de vie
Après sa carrière sportive, il devient entraîneur du Toulouse olympique XIII. Il remporte deux titres de Championnat de France en 1973 et 1975 et fait de Toulouse l'un des clubs dominant du rugby à XIII dans les années 1970.
En septembre 1976, il devient le président du Toulouse olympique XIII après sa carrière de joueur et d'entraîneur de ce même club.
Il meurt le 20 octobre 2024 à Rieumes,.

## Palmarès

### Rugby à XIII

#### En tant que joueur
- Collectif :
  - Vainqueur du Championnat de France : 1965 (Toulouse).
  - Vainqueur de la Coupe de France : 1966 (Lézignan).
  - Finaliste du Coupe du monde : 1968 (France).
  - Finaliste du Championnat de France : 1964 (Toulouse).
  - Finaliste de la Coupe de France : 1962, 1963, 1964 et 1968 (Toulouse).

##### Coupe du monde
| Édition        | Rang      | Résultats France | Résultats Aillères | Matchs Aillères |
| -------------- | --------- | ---------------- | ------------------ | --------------- |
| Australie 1968 | Finaliste | 2 v, 0 n, 2 d    | 2 v, 0 n, 1 d      | 3/4             |

Légende : v = victoire ; n = match nul ; d = défaite.

##### Détails en sélection
| 1.  | 9 décembre 1961  | Nouvelle-Zélande | 5-5   | Test-match     | Deuxième ligne | - | - | - | - |
| 2.  | 17 février 1962  | Grande-Bretagne  | 20-15 | Test-match     | Deuxième ligne | - | - | - | - |
| 3.  | 11 mars 1962     | Grande-Bretagne  | 23-13 | Test-match     | Deuxième ligne | - | - | - | - |
| 4.  | 17 février 1963  | Pays de Galles   | 23-3  | Test-match     | Deuxième ligne | - | - | - | - |
| 5.  | 8 décembre 1963  | Australie        | 8-5   | Test-match     | Deuxième ligne | 3 | 1 | - | - |
| 6.  | 22 décembre 1963 | Australie        | 9-21  | Test-match     | Deuxième ligne | - | - | - | - |
| 7.  | 8 mars 1964      | Grande-Bretagne  | 5-11  | Test-match     | Deuxième ligne | - | - | - | - |
| 8.  | 18 mars 1964     | Grande-Bretagne  | 0-39  | Test-match     | Deuxième ligne | - | - | - | - |
| 9.  | 13 juin 1964     | Australie        | 6-20  | Tournée        | Deuxième ligne | - | - | - | - |
| 10. | 4 juillet 1964   | Australie        | 2-27  | Tournée        | Deuxième ligne | - | - | - | - |
| 11. | 18 juillet 1964  | Australie        | 9-35  | Tournée        | Deuxième ligne | - | - | - | - |
| 12. | 25 juillet 1964  | Nouvelle-Zélande | 16-24 | Tournée        | Deuxième ligne | - | - | - | - |
| 13. | 1er août 1964    | Nouvelle-Zélande | 8-18  | Tournée        | Deuxième ligne | - | - | - | - |
| 14. | 15 août 1964     | Nouvelle-Zélande | 2-10  | Tournée        | Deuxième ligne | - | - | - | - |
| 15. | 6 décembre 1964  | Grande-Bretagne  | 18-8  | Test-match     | Deuxième ligne | - | - | - | - |
| 16. | 23 janvier 1965  | Grande-Bretagne  | 7-17  | Test-match     | Deuxième ligne | - | - | - | - |
| 17. | 15 novembre 1965 | Nouvelle-Zélande | 14-3  | Test-match     | Deuxième ligne | - | - | - | - |
| 18. | 28 novembre 1965 | Nouvelle-Zélande | 6-2   | Test-match     | Deuxième ligne | - | - | - | - |
| 19. | 12 décembre 1965 | Nouvelle-Zélande | 28-5  | Test-match     | Deuxième ligne | - | - | - | - |
| 20. | 16 janvier 1966  | Grande-Bretagne  | 18-13 | Test-match     | Deuxième ligne | - | - | - | - |
| 21. | 22 janvier 1967  | Grande-Bretagne  | 13-16 | Test-match     | Deuxième ligne | - | - | - | - |
| 22. | 4 mars 1967      | Grande-Bretagne  | 23-13 | Test-match     | Deuxième ligne | - | - | - | - |
| 23. | 17 décembre 1967 | Australie        | 7-7   | Test-match     | Deuxième ligne | - | - | - | - |
| 24. | 24 décembre 1967 | Australie        | 10-3  | Test-match     | Deuxième ligne | - | - | - | - |
| 25. | 7 janvier 1968   | Australie        | 16-13 | Test-match     | Deuxième ligne | - | - | - | - |
| 26. | 11 février 1968  | Grande-Bretagne  | 13-22 | Test-match     | Deuxième ligne | - | - | - | - |
| 27. | 25 mai 1968      | Nouvelle-Zélande | 15-10 | Coupe du monde | Pilier (c)     | - | - | - | - |
| 28. | 2 juin 1968      | Grande-Bretagne  | 7-2   | Coupe du monde | Pilier (c)     | - | - | - | - |
| 29. | 10 juin 1968     | Australie        | 2-20  | Coupe du monde | Pilier (c)     | - | - | - | - |
| 30. | 2 février 1969   | Grande-Bretagne  | 13-9  | Test-match     | Pilier         | - | - | - | - |
| 31. | 9 mars 1969      | Pays de Galles   | 17-13 | Test-match     | Pilier         | - | - | - | - |
| 32. | 23 octobre 1969  | Pays de Galles   | 8-2   | Coupe d'Europe | Pilier         | - | - | - | - |
| 33. | 25 octobre 1969  | Angleterre       | 11-11 | Coupe d'Europe | Pilier         | - | - | - | - |
| 34. | 25 janvier 1970  | Pays de Galles   | 11-15 | Coupe d'Europe | Pilier         | - | - | - | - |
| 35. | 15 mars 1970     | Angleterre       | 14-9  | Coupe d'Europe | Pilier         | - | - | - | - |

##### Détails en club
| Saison    | Saison                  | Championnat           | Championnat | Coupe           | Coupe      | Sélection | Sélection | Sélection | Sélection | Sélection | Sélection | Sélection |
| Saison    | Saison                  | Comp.                 | Class.      | Comp.           | Class.     | Comp.     | M         | Pts       | Ess.      | Buts      | Dp.       |           |
| --------- | ----------------------- | --------------------- | ----------- | --------------- | ---------- | --------- | --------- | --------- | --------- | --------- | --------- | --------- |
| 1959-1960 | Toulouse olympique XIII | Championnat de France | 9e          | Coupe de France | 1/2 finale |           |           |           |           |           |           |           |
| 1960-1961 | Toulouse olympique XIII | Championnat de France | 10e         | Coupe de France | 1/8 finale |           |           |           |           |           |           |           |
| 1961-1962 | Toulouse olympique XIII | Championnat de France | 1/4 finale  | Coupe de France | Finaliste  |           | 3         | -         | -         | -         | -         |           |
| 1962-1963 | Toulouse olympique XIII | Championnat de France | Barrage     | Coupe de France | Finaliste  |           | 1         | -         | -         | -         | -         |           |
| 1963-1964 | Toulouse olympique XIII | Championnat de France | Finaliste   | Coupe de France | Finaliste  | TO        | 10        | 3         | 1         | -         | -         |           |
| 1964-1965 | Toulouse olympique XIII | Championnat de France | Champion    | Coupe de France | 1/2 finale |           | 2         | -         | -         | -         | -         |           |
| 1965-1966 | FC Lézignan             | Championnat de France | 1/4 finale  | Coupe de France | Vainqueur  |           | 4         | -         | -         | -         | -         |           |
| 1966-1967 | Toulouse olympique XIII | Championnat de France | Barrage     | Coupe de France | 1/8 finale |           | 2         | -         | -         | -         | -         |           |
| 1967-1968 | Toulouse olympique XIII | Championnat de France | Barrage     | Coupe de France | Finaliste  | CM        | 7         | -         | -         | -         | -         |           |
| 1968-1969 | Toulouse olympique XIII | Championnat de France | Barrage     | Coupe de France | 1/4 finale |           | 2         | -         | -         | -         | -         |           |
| 1969-1970 | Toulouse olympique XIII | Championnat de France | 1/4 finale  | Coupe de France | 1/8 finale | CE        | 4         | -         | -         | -         | -         |           |
| 1970-1971 | Toulouse olympique XIII | Championnat de France | 1/2 finale  | Coupe de France | 1/4 finale |           |           |           |           |           |           |           |
| 1971-1972 | Toulouse olympique XIII | Championnat de France | 1/2 finale  | Coupe de France | 1/8 finale |           |           |           |           |           |           |           |

#### En tant qu'entraîneur
- Collectif : 
  - Vainqueur du Championnat de France : 1973 et 1975 (Toulouse).

## Distinctions
- Chevalier de l'ordre national du Mérite[réf. nécessaire]
- Gloires du Sport (2020)[4]